# Dinner Date
Dinner Date est un jeu vidéo de type art game développé par Jeroen D. Stout et édité par Stout Games, sorti en 2010 sur Windows.

## Accueil
Le jeu a reçu des avis très divers. Il a été nommé pour le prix Nuovo lors de l'Independent Games Festival 2011. Pour autant, en 2014, Canard PC cite le jeu dans son dossier « Les Nanars du jeu vidéo ».